# Język ningera
Język ningera (a. nagira, negira, ninggera) – język papuaski używany w prowincji Sandaun w Papui-Nowej Gwinei, przez grupę ludności w dystrykcie Vanimo. Należy do rodziny języków granicznych.
Według danych z 2003 roku mówi nim 150 osób. Jego użytkownicy zamieszkują wieś Ningera. Obszar tego języka obejmuje skrawek północnego wybrzeża Nowej Gwinei, na wschód od miasta Vanimo. Jest zagrożony wymarciem.